# Waldneukirchen
Waldneukirchen ist eine Gemeinde mit 2216 Einwohnern (Stand 1. Jänner 2024) in Oberösterreich im Bezirk Steyr-Land im Traunviertel.

## Geografie
Die Ausdehnung von Waldneukirchen beträgt von Nord nach Süd 5,5 km, von West nach Ost 8,5 km. 14,8 % der Fläche sind bewaldet, 74,2 % landwirtschaftlich genutzt (zum Vergleich: dieser Wert liegt im politischen Bezirk Steyr-Land bei 41 %).

### Geologie
Das Gemeindegebiet erstreckt sich vom Molasse-Gebiet des Alpenvorlands bis zum Steyrtal. Der Ort heißt auch „Das Tor zum Steyrtal“. Die Sedimente der Flyschzone sind einerseits Ablagerungen eines Meeres vor etwa 65 Millionen Jahren aus der Oberkreide, andererseits Mergel und Sandsteinsedimente aus dem Alttertiär. Die Landschaft hier in Waldneukirchen hat ihre entscheidende Prägung im Quartär, und zwar in den Eiszeiten erhalten. In den Kaltzeiten der Günz-, Mindel-, und Rißeiszeit stieß der Kremsgletscher vom Süden kommend mit seiner gewaltigen Gletscherzunge weit in das Alpenvorland vor und lagerte im Gemeindegebiet Waldneukirchens mächtige aus Schotter, Sand und Lehm bestehende Moränen ab. Die aus dem Eis entspringenden Gletscherbäche, Vorläufer der Steyr, schütteten in den Kaltzeiten Schottenfluren im eisfreien Raum auf. Während der Warmzeiten erfolge dann zum Teil eine Ausräumung dieser Schotterablagerungen durch die einschneidenden Gerinne. Große Teile der nördlichen Hochfläche der Gemeinde gehören zu diesem Deckschotterbereich der Hochterrasse oberhalb des Flusses Steyr, bis zu dem das Gemeindegebiet im Süden reicht. Zur Zeit der jüngsten Vereisung (Würm) erfolgte die Aufwehung schluffreicher Deckschichten in allen eisfreien (periglazialen) Teilen des Gebiets der Hochfläche nordwestlich der Steyr. Sie stellen heute die Decklehmauflagen dar. Das Niederschlagswasser wird dadurch nicht in die Tiefe abgeleitet, sondern fließt großteils im Gemeindegebiet nach Norden über Fern-, Binderbach in die Krems ab. Auf diese Weise hat die Erosion die für den Flysch so charakteristische Grabenlandschaft geformt.
Allerdings ist dafür kein Aufschluss sichtbar.
Die landwirtschaftlichen Böden im Gemeindegebiet Waldneukirchen bestehen – nach den Erläuterungen zur Bodenkarte 1:25000 – in ihren A-Horizonten überwiegend aus lehmigen Schluff, sind mittelhumos und kalkfrei, und deutlich grobkrümelig, die B-Horizonte sind meist lehmiger Schluff oder sandiger Lehm, der in der Regel auch kalkfrei ist. Darunter liegen ab ca. 50 cm Tiefe der Horizont mit kalkfreien lehmigen Schluff.

### Klima
Klimatisch liegt das Gemeindegebiet – das eine eigene Klimamessstation hat – im Übergang von der relativ warmen Mitte des Landes Oberösterreich in den kühleren subalpinen Bereich. Mittelwerte im Jänner −2 °C und im Juli unter 19 °C. An 30 bis 35 Tagen im Jahr herrscht ganztägig Frost, an 70 bis 75 Tagen durchschreitet die Temperatur als Frostwechseltage eine oder mehrmals den Gefrierpunkt. Die Dauer der Vegetationsperiode beträgt etwa 230 Tage, dabei wird eine Temperatursumme von 3100 °C p. a. erreicht – das entspricht dem gesamt-österreichischen Durchschnitt für diese Höhenstufe. Die Daten einer der in Waldneukirchen messenden Wetterstationen kann man online abrufen. Die Daten werden tagsüber alle 10 Minuten aktualisiert.

### Gemeindegliederung
Das Gemeindegebiet umfasst folgende sieben Ortschaften (in Klammern Einwohnerzahl Stand 1. Jänner 2024):
- Eggmair (167)
- Furtberg (13)
- Großmengersdorf (86)
- Pesendorf (203)
- Sankt Nikola (331)
- Steinersdorf (239)
- Waldneukirchen (1177)

Die Gemeinde besteht aus den Katastralgemeinden Eggmair, Pesendorf, St. Nikola, Steinersdorf und Waldneukirchen.
Die Gemeinde gehört zum Gerichtsbezirk Steyr.

### Nachbargemeinden
| Bad Hall |                                             | Sierning               |
| Adlwang  | Kompassrose, die auf Nachbargemeinden zeigt | Aschach an der Steyr   |
|          | Grünburg                                    | Steinbach an der Steyr |

## Geschichte

### Ortsgeschichte
Ursprünglich im Ostteil des Herzogtums Bayern liegend, gehörte der Ort seit dem 12. Jahrhundert zum Herzogtum Österreich. Streufunde im Ortsgebiet weisen aber auch schon auf jungsteinzeitliche Anwesenheit von Menschen hin. Der Ortsname zeigt die alte Rodungstätigkeit auf diesem im Einflussbereich des Stiftes Kremsmünster gelegenen Landstrich. 1337 waren es so viele Siedler, dass eine eigene Pfarre gegründet wurde. Die alte, den Dorfkern dominierende Pfarrkirche Waldneukirchen basiert aber noch auf weit älteren Grundmauerresten. Am Abhang zum Steyrtal gelegen ist auch ein zweiter archäologisch interessanter Ort, der sogenannte „Teufelsturm“. An diesem Platz wurden 2002 bei einer Grabungskampagne ebenfalls interessante Funde gemacht, die die Lokalgeschichte des 14. Jahrhunderts dieser Gegend hier aufhellen helfen. Seit 1490 wird der Ort dem Fürstentum Österreich ob der Enns zugerechnet.
Überregionale Bedeutung erlangte der Waldneukirchner Schmied Peter Schreckseisen, der zwischen 1568 und 1585 einer der wesentlichen Waffenproduzenten für das Grazer Zeughaus wurde, wo aus dieser Zeit zur Abwehr der Türken tausende Stangenwaffen – ein großer Teil davon in Waldneukirchen gefertigt – gehortet wurden und teilweise heute noch erhalten sind.
Im neuen Waldneukirchner Schulgebäude wird auf einer dort montierten Zeitleiste anhand von Dokumenten die wechselvolle Entwicklung einer seit 1774 im Dorf bestehenden eigenen Schule belegt und gezeigt.
Während der Napoleonischen Kriege war der Ort mehrfach von Truppen besetzt.
Die Gemeindereform nach der Aufhebung der Grundherrschaft 1848 ließ auch Waldneukirchen zu einer selbständigen Gemeinde werden. 1893 verlor Waldneukirchen nach längeren heftig geführten Diskussionen einen Teil seines Gemeindegebietes und 700 Einwohner an die damals neu gegründete (Nachbar)Gemeinde Adlwang
Wichtig in diesem Zusammenhang ist auch zu erwähnen, dass 1894 eine eigene Freiwillige Feuerwehr gegründet wurde. 2014 feierte sie ihr 120-Jahres-Jubiläum – hier mit einem Video. 1889 bekam Waldneukirchen den Anschluss an die Steyrtalbahn (allerdings musste man da vom Ortszentrum ins Steyrtal hinabsteigen). Sie blieb bis in die 1970er Jahre wichtiges Verkehrsmittel für Pendler und Schüler, die in Steyr höhere Schulen besuchten.
Mit der Ersten Republik 1918 gehört der Ort nicht mehr zum Erzherzogtum ob der Enns, sondern zum Bundesland Oberösterreich. Auch hier war die Geschichte der Zwischenkriegszeit von wirtschaftlichen Krisen, Arbeitslosigkeit und politischer Zerrissenheit geprägt. Die kleine Landgemeinde stellte aber mit Peter Mandorfer zwischen 1936 und 1938 einen Landwirtschaftsminister. 1922 starb bei einem Besuch bei seiner Schwester am „Laufhub“  Michael Mayr, der ehemalige zweite Bundeskanzler der Ersten Republik.   Nach dem Anschluss Österreichs an das Deutsche Reich am 13. März 1938 gehörte der Ort zum „ Gau Oberdonau“. Auch in Waldneukirchen erfolgte der von Historikern für diese Zeit als typisch beschriebene „Austausch der alten politischen Eliten“ (= die Christlichsozialen des Ständestaats wurden durch neue NS-Funktionäre ersetzt).
Nach der Befreiung durch amerikanische Truppen am 5. Mai 1945 erfolgte die Wiederherstellung Oberösterreichs – das bis zum Staatsvertrag 1955 – dann zur amerikanischen Besatzungszone gehörte (20 km weiter östlich bei Steyr an der Enns begann die Sowjetische Besatzungszone in Österreich).
Die Wiederaufbauzeit brachte auch im vorher hauptsächlich agrar geprägten Ort starke sozioökonomische Veränderungen. Die letzte Agrarstrukturerhebung 1999 zeigte nur mehr 123 Landwirtschaftsbetriebe auf, von denen noch 71 im Haupterwerb geführt wurden.
Aufgrund der Strukturreformen bei der staatlichen Infrastruktur im letzten Jahrzehnt verlor der Ort aber sowohl seinen Gendarmerieposten, als auch später das eigene Postamt. Der Neubau eines Gemeindezentrums (mit integriertem Quartier der Feuerwehr und Gemeindearztpraxis) und die Errichtung eines Nahversorgers (mit vielen lokalen Produkten im Angebot) zeugt aber von der Vitalität des Ortes, auch wenn heute im Zentrum der Gemeinde leider kein Gasthof mehr offen hat.

### Einwohnerentwicklung
2001 hatte die Gemeinde laut Volkszählung 2254 Einwohner, 2019 etwas weniger nämlich: 2194. Die Einwohnerentwicklung seit der 1. VZ 1869 (1732 Ew. damals, seither Bevölkerungszahl langsam steigend) und andere sozioökonomische Parameter zur Gemeinde findet man bei den  Gemeindedaten der statistik austria. Die Statistik.at-Probezählung 2006 ergab bei den Erwerbstätigen 1104 Personen (Erwerbsquote von 51,3 %); nach der Stellung im Beruf nur mehr 14 % in Land- und Forstwirtschaft, 25,7 % in der Sachgütererzeugung. 2017 verringerte sich die Zahl der Erwerbstätigen in der Land- und Forstwirtschaft auf 8,2 % (= 100 Personen)

## Kultur und Sehenswürdigkeiten

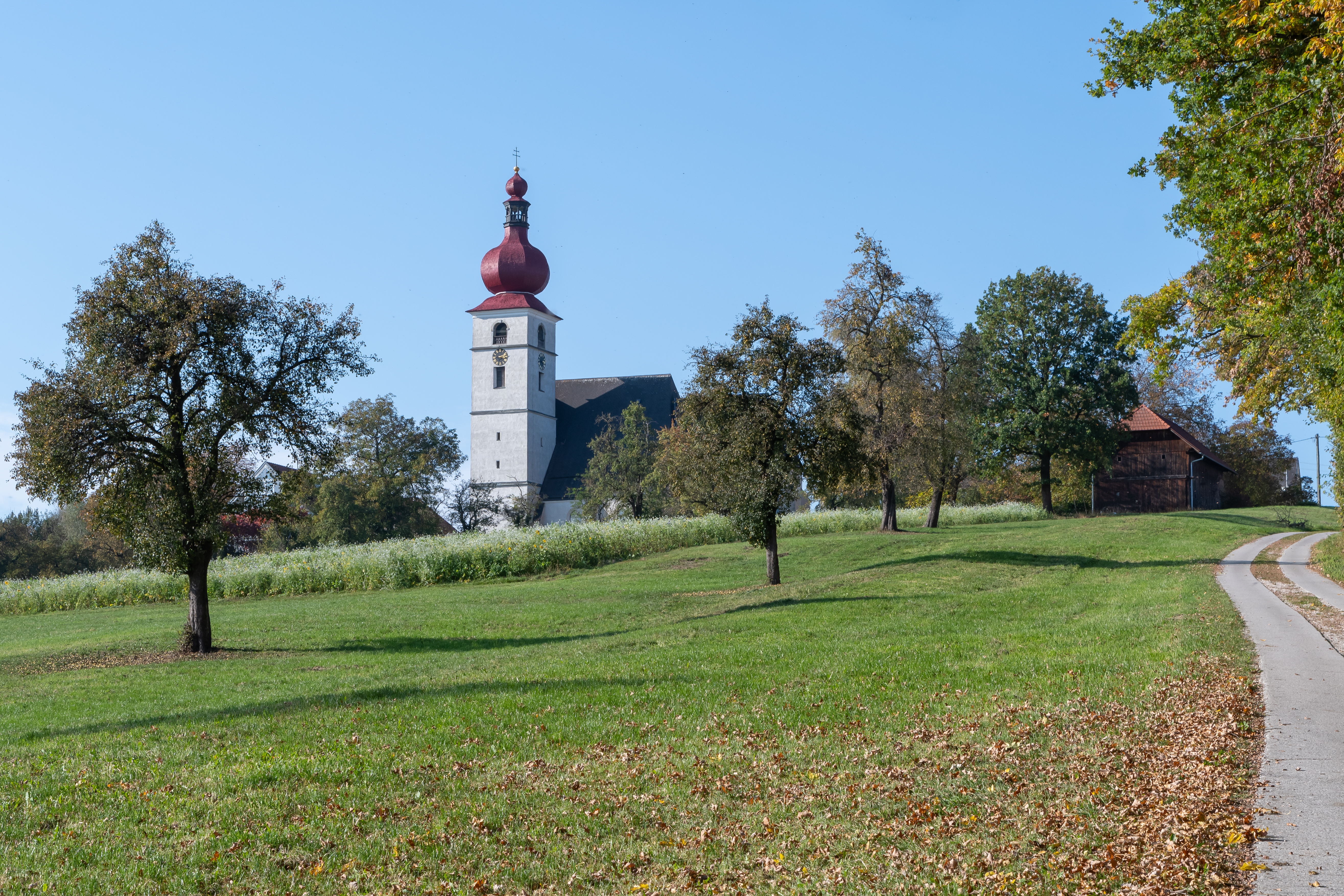
Pfarrkirche Waldneukirchen

- Katholische Pfarrkirche Waldneukirchen hll. Peter und Paul
- VIDEO zum Nationalfeiertag 2020 „Klingendes Steyrtal“ bietet einen wunderschönen Überblick
- Ansichten von Waldneukirchen – Ansichtskartensammlung des Stiftes St. Florian auf doris.at

## Wirtschaft und Infrastruktur
| - Wirtschaftssektoren: Im Jahr 2011 waren 116 Erwerbstätige in der Landwirtschaft beschäftigt, 471 im Produktionssektor und 431 in Dienstleistungsberufen. Beinahe sechzig Prozent der Dienstleister arbeiteten im Handel, vierzehn Prozent in sozialen und öffentlichen Diensten. - Berufspendler: Von den 1150 Erwerbstätigen, die in Waldneukirchen wohnen, arbeitet weniger als ein Drittel in der Gemeinde, zwei Drittel pendeln überwiegen in andere Bezirke aus. Über 600 Menschen aus der Umgebung kommen, um in Waldneukirchen zu arbeiten (Stand 2011). - Eisenbahn: Der näheste Bahnhof befindet sich weniger als zwanzig Kilometer nordöstlich in Steyr. - Straße: Durch das Gemeindegebiet verläuft die Steyrtal Straße B140. | Hier fehlt eine Grafik, die leider im Moment aus technischen Gründen nicht angezeigt werden kann. Wir arbeiten daran! |

## Politik
Der Gemeinderat hat 19 Mitglieder.
- Mit den Gemeinderats- und Bürgermeisterwahlen in Oberösterreich 2003 hatte der Gemeinderat folgende Verteilung: 14 ÖVP, 6 SPÖ, 3 Sonstige und 2 FPÖ (25 Mandate).[17]
- Mit den Gemeinderats- und Bürgermeisterwahlen in Oberösterreich 2009 hatte der Gemeinderat folgende Verteilung: 14 ÖVP, 5 SPÖ, 3 BLW, 2 FPÖ und 1 BZÖ (25 Mandate).[18]
- Mit den Gemeinderats- und Bürgermeisterwahlen in Oberösterreich 2015 hatte der Gemeinderat folgende Verteilung: 14 ÖVP, 4 SPÖ, 4 FPÖ und 3 BLW (25 Mandate).[19]
- Mit den Gemeinderats- und Bürgermeisterwahlen in Oberösterreich 2021 hat der Gemeinderat folgende Verteilung: 11 ÖVP, 4 SPÖ, 2 BLW und 2 FPÖ (19 Mandate).[20][21]

Im Rahmen der Effizienzsteigerung erfolgt seit Mai 2011 eine administrative Zusammenarbeit mit der Nachbargemeinde Adlwang.

### Bürgermeister
Bürgermeister seit 1850 waren:
- 1850–1858 Johann Schmidhofer
- 1858–1862 Franz maxwald
- 1862–1870 Friedrich Haratzmüller
- 1870–1873 Stefan Kettenhuber
- 1873–1876 Simon Brunner
- 1876–1885 Johann Weinberger
- 1885–1888 Josef Bräuer
- 1888–1892 Friedrich Haratzmüller
- 1892–1894 Florian Schachner
- 1894–1903 Georg Pachinger
- 1903–1910 Florian Schachner
- 1910–1919 Leopold Kaufholzer
- 1919–1938 Peter Mandorfer
- 1938–1940 Johann Schiefermayr
- 1940–1940 Rudolf Huemer
- 1940–1942 Karl Hofstetter
- 1942–1945 August Winter
- 1945–1953 Peter Mandorfer
- 1953–1979 Florian Mandorfer
- 1979–1991 Franz Eder
- 1991–2002 Erich Hirtenlehner
- 2002–2015 Manfred Freudenthaler (ÖVP)[24]
- seit 2015 Karl Schneckenleitner (ÖVP)[25]

### Wappen
Blasonierung: Gespalten; links in Grün ein goldener Schlüssel mit abgewendetem Bart und Griff in Vierpaßform, rechts in Gold ein grünes, gestürztes Schwert.

## Persönlichkeiten

### Ehrenbürger der Gemeinde
- 2012: Franz Pöllhuber (1930–2024)[26]
- 2016: Manfred Freudenthaler, Altbürgermeister[27]

### Söhne und Töchter der Gemeinde
- Peter Mandorfer (1885–1953), Politiker (CSP, ÖVP)
- Austrofred (* 1976), Künstler